# Illes Desertores
Les illes Desertores (Islas Desertores, Grupo Desertores) són un grup de sis illes habitades al Mar de Chiloé, entre l'illa Gran de Chiloé i el Xile continental. Es considera que aquestes illes pertanyen a l'arxipèlag de Chiloé malgrat que estan administrades per la província de Palena en lloc de la província de Chiloé.
Les illes Desertores són Auteni, Chuit, Chulin (de 17 km²), Imerquiña, Nayahue i Talcan (la més grossa, amb 12.385 km² i 187 habitants) a més dels illots Nihuel i O'Higgins. Les Desertores són les illes més a l'est de l'arxipèlag de Chiloé i l'illa més a l'est. Talcan, es troba a només 6 km del continent.
Aquestes illes son una important reserva per l'estudi de la conservació de les aus.